# Rhododendron cuffeanum
Rhododendron cuffeanum är en ljungväxtart som beskrevs av William Grant Craib och Hutchinson. Rhododendron cuffeanum ingår i släktet rododendron, och familjen ljungväxter. Inga underarter finns listade i Catalogue of Life.

## Bildgalleri

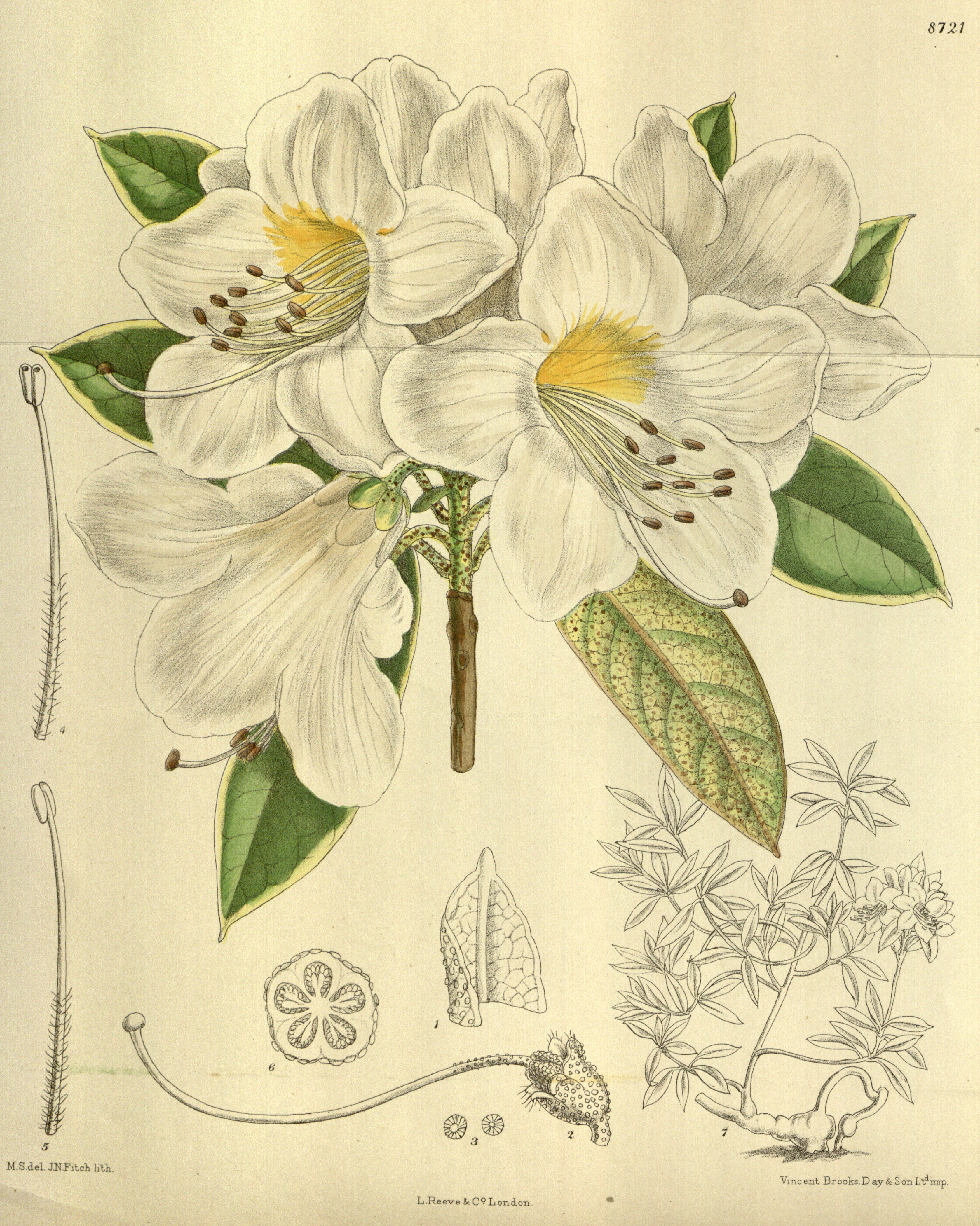